# شهرستان جف دیویس (جورجیا)
شهرستان جف دیویس، جورجیا (به انگلیسی: Jeff Davis County, Georgia) یک سکونتگاه مسکونی در ایالات متحده آمریکا است که در جورجیا واقع شده‌است.